# Gregor Čušin
Gregor Čušin, slovenski igralec, dramatik, režiser, * 11. januar 1970, Kranj.

## Življenje
Rodil se je kot peti, najmlajši otrok Čušinovih iz Koroške Bele. Njegov oče je bil slikar Branko Čušin. Po končani gimnaziji na Jesenicah se je vpisal na študij slavistike. Ko je po končanem prvem letniku spoznal, da to ni njegov pravi študij, je šel poskusit še na igralsko akademijo. Na AGRFTju je diplomiral 1994 leta in se zaposlil v MGL, kjer je bil zaposlen do leta 1999. Med letoma 1999 in 2001 je bil zaposlen v Prešernovem gledališču Kranj, od leta 2001 do junija 2018 pa je bil zopet zaposlen v MGL. Sodeloval je tudi s Špas teatrom, Slovenskim komornim gledališčem Ljubljana in Šentjakobskim gledališčem Ljubljana. Igral je tudi v TV nadaljevanki Začnimo znova in v več filmih. Ukvarja se tudi z režijo, predvsem pa je znan po svojih avtorskih monodramah, kjer se ukvarja s krščanskimi temami. Jeseni 2018 je zapustil ansambel MGL in začel svobodnjaško pot. Poleg igranja sodeluje tudi s prispevki pri tedniku Družina in mesečniku Ognjišče. 
Z družino (žena Melita in šest otrok) živi na Koroški Beli.

## Delo

### Monodrame
- Hagada
- Evangelij po Čušinu
- Pešec
- Jona, besni prerok
- Janez brez glave
- Vera levega razbojnika

### Filmi
- Ekspres, ekspres (r. Igor Šterk, 1997)
- Felix (r. Božo Šprajc, 1997)
- Oda Prešernu (r. Martin Srebotnjak, 2001)
- Ruševine (r. Janez Burger, 2004)

### Režije
- 2002 Jules Verne V 80 dneh okoli sveta, Šentjakobsko gledališče Ljubljana
- 2003 Karen Ellison Harry in Sam se pogovarjata, MGL
- 2004 Monty Python Brianovo življenje, Šentjakobsko gledališče Ljubljana
- 2006 Monty Python: Kralj Artur in sveti gral
- 2010 Jan Werich: Fimfarum

### Ostala gledališka dejavnost
- 2002 Jules Verne V 80 dneh okoli sveta, Šentjakobsko gledališče Ljubljana- scena in kostumi
- 2003 Karen Ellison Harry in Sam se pogovarjata, r. Gregor Čušin, MGL - glasbena oprema predstave
- 2014 General v Lizistrati, MGL

## Nagrade
- 1995 Akademijska Prešernova nagrada za vlogo Duha v Hamletu W. Shakespeara in za vlogo Jacksona v drami Živite kot svinje J. Arden - oboje AGRFT
- 2003 Nagrada za najboljšo monokomedijo na Festivalu monodrame na Ptuju za avtorski projekt Hagada
- 2003 Nagrada za igralski prispevek v uprizoritvi M. Jesiha Prižgite luči Glasbenega gledališča Gabriel iz Celovca in K&K iz Šentjanža pri Rožu, ki je na 10. Mednarodnem festivalu otroških uprizoritev poklicnih gledališč prejela zlato paličico za najboljšo uprizoritev v celoti
- 2007 Priznanje Združenja dramskih umetnikov Slovenije za igralske dosežke v letu 2006 (za vloge Polonija v Shakespearovem Hamletu, Napoleona in Tita v igri Lipicanci gredo v Strasbourg Borisa A. Novaka in Azazella v Javornikovi dramatizaciji romana Mojster in Margareta / Margareta in Mojster Mihaila Bulgakova.
- 2011 Nagrada Žlahtni komedijant Dnevov komedije 2011 za vlogo Harpagona v Molièrovem Skopuhu.